# 마터스부르크군

마터스부르크군의 위치

마터스부르크군(독일어: Bezirk Mattersburg)은 오스트리아 부르겐란트주에 위치한 군으로 행정 중심지는 마터스부르크이며 면적은 238.85km2, 인구는 40,593명(2022년 기준), 인구 밀도는 170명/km2이다. 북쪽으로는 아이젠슈타트움게붕군, 서쪽으로는 니더외스터라이히주 비너노이슈타트, 비너노이슈타트란트군, 남쪽으로는 오버풀렌도르프군과 접하며 동쪽으로는 헝가리와 국경을 접한다.

## 하위 행정 구역
1개 도시, 5개 시장도시, 13개 일반 시를 관할한다.
- 도시
  - 마터스부르크(Mattersburg)
- 시장도시
  - 노이되르플(Neudörfl)
  - 푀칭(Pöttsching)
  - 로어바흐바이마터스부르크(Rohrbach bei Mattersburg)
  - 샤텐도르프(Schattendorf)
  - 비젠(Wiesen)
- 일반 시
  - 안타우(Antau)
  - 바트자우어브룬(Bad Sauerbrunn)
  - 바움가르텐(Baumgarten)
  - 드라스부르크(Draßburg)
  - 포르히텐슈타인(Forchtenstein)
  - 히름(Hirm)
  - 크렌스도르프(Krensdorf)
  - 로이퍼스바흐임부르겐란트(Loipersbach im Burgenland)
  - 마르츠(Marz)
  - 푀텔스도르프(Pöttelsdorf)
  - 지크그라벤(Sieggraben)
  - 지글레스(Sigleß)
  - 체멘도르프슈퇴테라(Zemendorf-Stöttera)